# Viry (Jura)
Viry és un municipi francès situat al departament del Jura i a la regió de Borgonya - Franc Comtat. L'any 2007 tenia 894 habitants.

## Demografia

### Població
El 2007 la població de fet de Viry era de 894 persones. Hi havia 349 famílies de les quals 91 eren unipersonals (32 homes vivint sols i 59 dones vivint soles), 99 parelles sense fills, 139 parelles amb fills i 20 famílies monoparentals amb fills.
La població ha evolucionat segons el següent gràfic:
Habitants censats

### Habitatges
El 2007 hi havia 430 habitatges, 361 eren l'habitatge principal de la família, 28 eren segones residències i 41 estaven desocupats. 351 eren cases i 79 eren apartaments. Dels 361 habitatges principals, 287 estaven ocupats pels seus propietaris, 63 estaven llogats i ocupats pels llogaters i 10 estaven cedits a títol gratuït; 3 tenien una cambra, 28 en tenien dues, 53 en tenien tres, 86 en tenien quatre i 191 en tenien cinc o més. 292 habitatges disposaven pel capbaix d'una plaça de pàrquing. A 136 habitatges hi havia un automòbil i a 197 n'hi havia dos o més.

### Piràmide de població
La piràmide de població per edats i sexe el 2009 era:
| Homes | Edats   | Dones |
| ----- | ------- | ----- |
| 0     | 95 o +  | 0     |
| 0     | 90 a 94 | 0     |
| 4     | 85 a 89 | 8     |
| 0     | 80 a 84 | 4     |
| 12    | 75 a 79 | 4     |
| 24    | 70 a 74 | 16    |
| 16    | 65 a 69 | 8     |
| 12    | 60 a 64 | 32    |
| 32    | 55 a 59 | 36    |
| 20    | 50 a 54 | 20    |
| 52    | 45 a 49 | 48    |
| 44    | 40 a 44 | 32    |
| 28    | 35 a 39 | 28    |
| 36    | 30 a 34 | 24    |
| 16    | 25 a 29 | 28    |
| 16    | 20 a 24 | 36    |
| 48    | 15 a 19 | 24    |
| 28    | 10 a 14 | 16    |
| 20    | 5 a 9   | 24    |
| 20    | 0 a 4   | 16    |

## Economia
El 2007 la població en edat de treballar era de 595 persones, 479 eren actives i 116 eren inactives. De les 479 persones actives 456 estaven ocupades (248 homes i 208 dones) i 23 estaven aturades (9 homes i 14 dones). De les 116 persones inactives 43 estaven jubilades, 49 estaven estudiant i 24 estaven classificades com a «altres inactius».

### Ingressos
El 2009 a Viry hi havia 365 unitats fiscals que integraven 947,5 persones, la mediana anual d'ingressos fiscals per persona era de 21.547 €.

### Activitats econòmiques
Dels 32 establiments que hi havia el 2007, 1 era d'una empresa extractiva, 1 d'una empresa de fabricació de material elèctric, 9 d'empreses de fabricació d'altres productes industrials, 3 d'empreses de construcció, 4 d'empreses de comerç i reparació d'automòbils, 3 d'empreses de transport, 2 d'empreses financeres, 3 d'empreses immobiliàries, 1 d'una empresa de serveis, 2 d'entitats de l'administració pública i 3 d'empreses classificades com a «altres activitats de serveis».
Dels 8 establiments de servei als particulars que hi havia el 2009, 1 era una oficina de correu, 1 paleta, 3 lampisteries, 2 perruqueries i 1 agència immobiliària.
Dels 3 establiments comercials que hi havia el 2009, 2 eren botiges de menys de 120 m² i 1 una fleca.
L'any 2000 a Viry hi havia 9 explotacions agrícoles que ocupaven un total de 288 hectàrees.

## Equipaments sanitaris i escolars
El 2009 hi havia una escola elemental.

## Poblacions més properes
El següent diagrama mostra les poblacions més properes.